# Carcinops ovatula
Carcinops ovatula är en skalbaggsart som beskrevs av Lewis 1888. Carcinops ovatula ingår i släktet Carcinops och familjen stumpbaggar. Inga underarter finns listade i Catalogue of Life.